# Conséquences du nazisme
 (juin 2024).
Le contenu est difficilement compréhensible vu les erreurs de traduction, qui sont peut-être dues à l'utilisation d'un logiciel de traduction automatique.
 (juin 2024).
La mise en forme du texte ne suit pas les recommandations de Wikipédia : il faut le « wikifier ».
Les points d'amélioration suivants sont les cas les plus fréquents. Le détail des points à revoir est peut-être précisé sur la page de discussion.
- Les titres sont pré-formatés par le logiciel. Ils ne sont ni en capitales, ni en gras.
- Le texte ne doit pas être écrit en capitales (les noms de famille non plus), ni en gras, ni en italique, ni en « petit »…
- Le gras n'est utilisé que pour surligner le titre de l'article dans l'introduction, une seule fois.
- L'italique est rarement utilisé : mots en langue étrangère, titres d'œuvres, noms de bateaux, etc.
- Les citations ne sont pas en italique mais en corps de texte normal. Elles sont entourées par des guillemets français : « et ».
- Les listes à puces sont à éviter, des paragraphes rédigés étant largement préférés. Les tableaux sont à réserver à la présentation de données structurées (résultats, etc.).
- Les appels de note de bas de page (petits chiffres en exposant, introduits par l'outil «  Source ») sont à placer entre la fin de phrase et le point final[comme ça].
- Les liens internes (vers d'autres articles de Wikipédia) sont à choisir avec parcimonie. Créez des liens vers des articles approfondissant le sujet. Les termes génériques sans rapport avec le sujet sont à éviter, ainsi que les répétitions de liens vers un même terme.
- Les liens externes sont à placer uniquement dans une section « Liens externes », à la fin de l'article. Ces liens sont à choisir avec parcimonie suivant les règles définies. Si un lien sert de source à l'article, son insertion dans le texte est à faire par les notes de bas de page.
- La présentation des références doit suivre les conventions bibliographiques. Il est recommandé d'utiliser les modèles {{Ouvrage}}, {{Chapitre}}, {{Article}}, {{Lien web}} et/ou {{Bibliographie}}. Le mode d'édition visuel peut mettre en forme automatiquement les références.
- Insérer une infobox (cadre d'informations à droite) n'est pas obligatoire pour parachever la mise en page.

Pour une aide détaillée, merci de consulter Aide:Wikification.
Si vous pensez que ces points ont été résolus, vous pouvez retirer ce bandeau et améliorer la mise en forme d'un autre article.
Le nazisme et l'Allemagne nazie en général ont touché de nombreux pays, communautés et personnes, avant, pendant et après la Seconde Guerre mondiale. La tentative de l'Allemagne nazie d'exterminer plusieurs groupes considérés comme sous-humains par l'idéologie nazie a finalement été stoppée net via les efforts combinés des Alliés durant et après la guerre.

## Conséquence pour le peuple juif

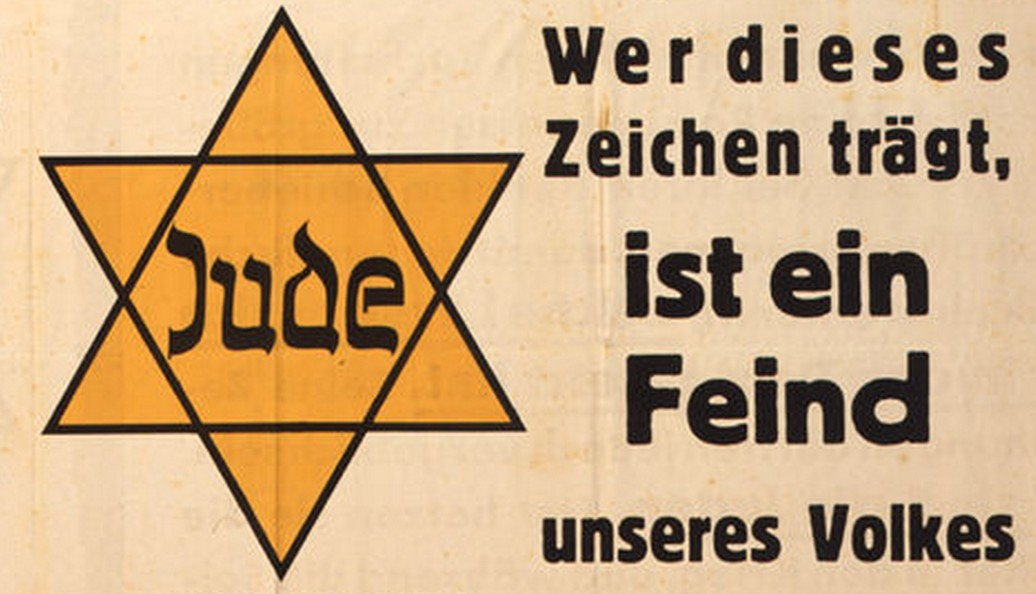
"Celui qui porte ce signe est un ennemi de notre peuple" – Parole der Woche, 1er juillet 1942.

Sur les 18 millions de Juifs que comptait le monde en 1939, plus d'un tiers ont été assassinés durant l'Holocauste. Sur les 3 millions de Juifs de Pologne, cœur de la culture juive européenne, moins de 60 000 ont survécu. La majorité des Juifs restants en Europe centrale et orientale sont devenus des réfugiés, incapables de retourner dans des pays devenus des États sous contrôles de l'Union soviétique ou dans des pays qui les avaient livrés aux nazis,.

## Conséquence pour la Pologne

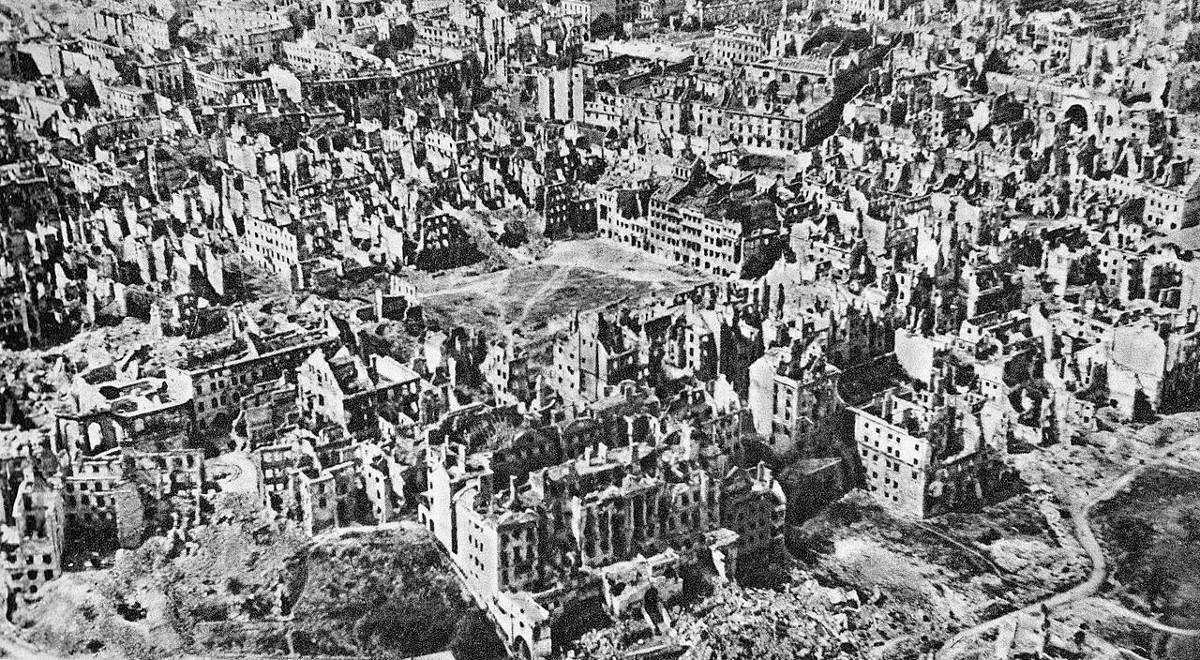
Pendant la Seconde Guerre mondiale, 85% des bâtiments de Varsovie ont été détruits par les troupes allemandes.

Les nazis avaient l’intention de détruire complètement la nation polonaise. En 1941, les dirigeants nazis décidèrent que la Pologne devait être entièrement débarrassée de ses Polonais d'ici 10 à 20 ans et devait ensuite être colonisée par des colons allemands pour poursuivre leur politique de Lebensraum. Dès le début de l'occupation, la politique allemande consistait à piller et à exploiter le territoire polonais, le transformant donc en un camp de concentration géant pour les Polonais qui devaient être exterminés. Le pillage et l’exploitation ont infligé des pertes matérielles à l’industrie, à l’agriculture, aux infrastructures et aux monuments culturels polonais, le coût de la destruction par les Allemands étant estimé à 525 milliards d’euros. 
La frontière orientale de la Pologne a été considérablement déplacée vers l'ouest jusqu'à la ligne Curzon. La perte territoriale qui en résulte de 188 000 km2 fut compensé par l'ajout de 111 000 km2 provenant de l'ancien  territoire allemand à l'est de la ligne Oder-Neisse. Des enlèvements d'enfants polonais par l'Allemagne ont également eu lieu, au cours desquels des enfants soupçonnés d'avoir du sang allemand ont été emmenés ; environ 20 000 enfants polonais furent enlevés à leurs parents. Parmi les personnes enlevées, seulement 10 à 15 % sont rentrées chez elles.

### Voir également
- Plan général Est
- AB-Aktion allemande en Pologne
- Shoah en Pologne
- Occupation de la Pologne pendant la Seconde Guerre mondiale
- Opération Tannenberg

## Conséquence pour l'Union soviétique
Environ 26 millions de citoyens soviétiques sont décédés à la suite de l'invasion nazie de l'Union soviétique, dont environ 10 651 000 soldats morts au combat contre les armées hitlériennes ou dans des camps de prisonniers de guerre. L'historien russe Vadim Erlikhman, estime que les pertes soviétiques s'élèvent à 26,5 millions de morts liées à la guerre. Des millions de civils sont également morts de faim, de froid, d’atrocités et de massacres. Une vaste zone de l’Union soviétique, comprenant la banlieue de Moscou, la Volga jusqu’à la frontière occidentale, fut dépeuplée et réduite en ruines. Les morts et les destructions massives qui y ont eu lieu ont sévèrement endommagé l’économie, la société ainsi que le nationalisme soviétiques. Le bilan comprenait environ 1,5 million de Juifs russes tués par les Allemands.
Près de 60 % des morts de guerre européens provenaient de l’Union soviétique. Les pertes militaires s'élevant à 10,6 millions comprennent 7,6 millions de morts ou disparus au combat, 2,6 millions de prisonniers de guerre morts, et plus 400 000 pertes paramilitaires et partisans soviétiques. Les décès du côtés civils se sont élevés à 15,9 millions, dont 1,5 million dus aux actions militaires, 7,1 millions de victimes du génocide nazi et des représailles, 1,8 million de personnes déportées vers l'Allemagne pour travail forcé et 5,5 millions de décès dus à la famine et aux maladies. Les décès supplémentaires dus à la famine, qui s'élevaient à 1 million entre 1946 et 1947, ne sont pas inclus ici. Ces pertes concernent l’ensemble du territoire de l’URSS, y compris les territoires annexés entre 1939-1940.
Sur les 5,7 millions de prisonniers de guerre soviétiques capturés par les Allemands, plus de 3,5 millions sont morts en captivité allemande durant la guerre. Le 11 février 1945, à l'issue de la Conférence de Yalta, les États-Unis et le Royaume-Uni signent un accord de rapatriement avec l'URSS. L'accord abouti au rapatriement forcé de tous les Soviétiques, indépendamment de leurs souhaits. Des millions de prisonniers de guerre et de travailleurs forcés soviétiques transportés en Allemagne auraient été traités de traîtres, de lâches et de déserteurs à leur retour en URSS (voir l'ordonnance no 270). Les données statistiques des archives soviétiques, devenues publiques après la Perestroïka, attestent que l'augmentation globale de la population du Goulag a été minime au cours de la période 1945-1946 et que seuls 272 867 prisonniers de guerre et civils soviétiques rapatriés (sur 4 199 488) ont été emprisonnés.

### Conséquence pour la Biélorussie
La Biélorussie a perdu un quart de sa population d’avant-guerre, dont la quasi-totalité de son élite intellectuelle, et 90 % de sa population juive. À la suite de sanglants combats, tout le territoire de l’actuelle Biélorussie fut occupé par les Allemands à la fin du mois d’août 1941. Les nazis y ont imposé un régime brutal, déportant quelque 380 000 jeunes pour les faire travailler comme esclaves et tuant des centaines de milliers d'autres civils. Au moins 5 295 villages biélorusses ont été détruits par les nazis et une partie ou la totalité de leurs habitants ont été tués (sur 9 200 villages incendiés ou détruits en Biélorussie pendant la Seconde Guerre mondiale). Plus de 600 villages comme Khatyn ont été incendiés avec l'ensemble de leur population.
Certaines estimations récentes portent le nombre de Biélorusses qui ont péri pendant la guerre à « 3 650 000 personnes, contre 2,2 millions auparavant. En d'autres termes, ce n'est pas un habitant sur quatre, mais environ 40 % de la population biélorusse d'avant-guerre qui a péri.

### Conséquence pour l'Ukraine
Les évaluations des pertes de population en Ukraine varient entre 7 et 11 millions. Plus de 700 villes et 28 000 villages ont été détruits.

### Voir également
- Plan général Est
- Plan contre la faim
- Occupation de la Biélorussie par l'Allemagne nazie
- Opération Keelhaul
- Victimes de la Seconde Guerre mondiale

## Conséquence pour l'Europe de l'Ouest
La Grande-Bretagne et la France furent épuisées et ruinées par la guerre. La Grande-Bretagne perdit alors son statut de superpuissance.

## Conséquence pour l'Allemagne

Territoires perdus et zones d'occupation d'après-guerre en Allemagne

L'économie ouest-allemande fut reconstruite au milieu des années 1950 grâce à l'abandon au milieu de 1947 de certains des derniers vestiges du plan Morgenthau et à la diminution des réparations de guerre imposées à l'Allemagne de l'Ouest (voir aussi Wirtschaftswunder). Après le lobbying exercé par les chefs d'état-major interarmées et les généraux Clay et Marshall, l'administration Truman s'est rendu compte que la reprise économique en Europe ne pouvait pas aller de l'avant sans la reconstruction de la base industrielle allemande dont elle dépendait auparavant. En juillet 1947, le président Harry S. Truman a annulé, pour des « raisons de sécurité nationale », la loi punitive JCS 1067, qui avait ordonné aux forces d'occupation américaines en Allemagne de « ne prendre aucune mesure visant à la réhabilitation économique de l'Allemagne ». Il a été remplacé par le JCS 1779, qui soulignait à la place qu'« une Europe ordonnée et prospère nécessite les contributions économiques d'une Allemagne stable et productive ».
Le démantèlement des usines dans les zones occidentales, en vue de leur transport vers l'Union soviétique à titre de réparations, fut finalement interrompu à mesure que les tensions s'accentuaient entre l'Est et l'Ouest. Des limites ont été imposées aux niveaux autorisés de production allemande afin d'empêcher la résurgence du militarisme allemand, dont une partie comprenait de sévères restrictions sur la production d'acier allemande et affectait très négativement le reste de l'économie allemande (voir « Les plans industriels pour l'Allemagne »). Le démantèlement d'usines par la France et la Grande-Bretagne dans le but de réduire le potentiel de guerre et économique allemand dans le cadre des « plans au niveau de l'industrie » a eu lieu (arrêté en 1951), mais a un échelé loin d'être comparable au démantèlement et au transport vers l’Union soviétique des usines de la zone d'occupation orientale. Le bloc de l’Est n’a pas accepté le plan Marshall, le dénonçant comme un impérialisme économique américain, et ainsi il (y compris l’Allemagne de l’Est) s’est rétabli beaucoup plus lentement que ses homologues occidentaux. Le contrôle politique et économique allemand de la région de la Ruhr fut pendant un certain temps sous contrôle international : l'Autorité internationale pour la Ruhr (IAR) fut créée dans le cadre de l'accord négocié lors de la Conférence des six puissances de Londres en juin 1948 pour établir la République fédérale d'Allemagne.
Les Alliés ont confisqué la propriété intellectuelle de grande valeur, tous les brevets allemands, tant en Allemagne qu'à l'étranger, et les ont utilisés pour renforcer leur propre compétitivité industrielle en les concédant sous licence à des entreprises alliées. Dès la capitulation allemande et pendant les deux années suivantes, les États-Unis ont poursuivi un programme vigoureux visant à récolter tout le savoir-faire technologique et scientifique ainsi que tous les brevets en Allemagne. John Gimbel arrive à la conclusion, dans son livre Science Technology and Reparations: Exploitation and Plunder in Postwar Germany, que les « réparations intellectuelles » accordées par les États-Unis et le Royaume-Uni s'élèvent à près de 10 milliards de dollars,,.
Pendant plusieurs années après la capitulation, les niveaux nutritionnels allemands étaient très faibles, ce qui entraînait des taux de mortalité très élevés. Tout au long de l’année 1945, les forces d’occupation américaines ont veillé à ce qu’aucune aide internationale ne parvienne aux Allemands de souche. Il a été ordonné que tous les secours soient destinés aux personnes déplacées non allemandes, aux prisonniers de guerre alliés libérés et aux détenus des camps de concentration. En 1945, on estimait que le civil allemand moyen vivant dans les zones d’occupation des États-Unis et du Royaume-Uni recevait 1 200 calories par jour. Pendant ce temps, les personnes déplacées non allemandes recevaient 2 300 calories grâce aux importations alimentaires d’urgence et à l’aide de la Croix-Rouge. Début octobre 1945, le gouvernement britannique reconnut en privé lors d'une réunion du cabinet que les taux de mortalité des adultes civils allemands étaient devenus 4 fois supérieurs aux niveaux d'avant-guerre et que les taux de mortalité parmi les enfants allemands avaient augmenté de 10 fois les niveaux d'avant-guerre. La Croix-Rouge allemande a été dissoute et la Croix-Rouge internationale et les quelques autres agences humanitaires internationales autorisées ont été empêchées d'aider les Allemands par des contrôles stricts sur les approvisionnements et les voyages. Les quelques agences autorisées à aider les Allemands, comme le Caritasverband indigène, n'étaient pas autorisées à utiliser des fournitures importées. Lorsque le Vatican a tenté de transmettre des vivres chiliens à des nourrissons allemands, le Département d’État américain l’a interdit. La situation alimentaire allemande a atteint son pire niveau au cours de l'hiver très froid de 1946-1947, lorsque l'apport calorique allemand variait entre 1 000 et 1 500 calories par jour, une situation aggravée par un grave manque de combustible pour le chauffage. Pendant ce temps, les Alliés étaient bien nourris, l'apport calorique moyen des adultes était de 1 000 ; États-Unis 3 200-3 300 ; Royaume-Uni 2900 ; Armée américaine 4000. Le taux de mortalité infantile en Allemagne était deux fois supérieur à celui des autres pays d’Europe occidentale jusqu’à la fin de 1948.
Comme convenu par les Alliés lors de la conférence de Yalta, les Allemands ont été contraints au travail forcé dans le cadre des réparations à obtenir pour les pays ruinés par l'agression nazie. En 1947, on estime que 4 000 000 d’Allemands (civils et prisonniers de guerre) étaient utilisés comme travail forcé par les États-Unis, la France, le Royaume-Uni et l’Union soviétique. Les prisonniers allemands furent par exemple contraints de nettoyer les champs de mines en France et dans les Pays-Bas. En décembre 1945, les autorités françaises estimaient que 2 000 prisonniers allemands étaient tués ou mutilés chaque mois dans des accidents. En Norvège, le dernier bilan disponible, datant du 29 août 1945, montre qu'à cette époque, 275 soldats allemands étaient morts en déminant, tandis que 392 avaient été mutilés.
Norman Naimark écrit dans The Russians in Germany: A History of the Soviet Zone of Occupation, 1945-1949 que, bien que le nombre exact de femmes et de filles violées par des membres de l'Armée rouge dans les mois précédant et les années suivant la capitulation soit déterminé ne sera jamais connu, leur nombre se chiffre probablement en centaines de milliers, voire jusqu'à l'estimation de 2 000 000 de victimes faite par Barbara Johr, dans Befreier und Befreite. Beaucoup de ces victimes ont été violées à plusieurs reprises. Naimark déclare que non seulement chaque victime a dû porter le traumatisme avec elle pour le reste de ses jours, mais que cela a infligé un traumatisme collectif massif à la nation est-allemande (la République démocratique allemande). Naimark conclut : « La psychologie sociale des femmes et des hommes dans la zone d'occupation soviétique a été marquée par le crime de viol depuis les premiers jours de l'occupation, jusqu'à la fondation de la RDA à l'automne 1949, jusqu'à – pourrait-on affirmer – le présent. ".
L'hostilité d'après-guerre manifestée envers le peuple allemand est illustrée par le sort des enfants de guerre, engendrés par des soldats allemands et des femmes de la population locale dans des pays comme la Norvège, où les enfants et leurs mères ont dû endurer après la guerre de nombreuses années de souffrance. abus. Dans le cas du Danemark, l’hostilité ressentie à l’égard de tout ce qui est allemand s’est également manifestée dans le traitement réservé aux réfugiés allemands au cours des années 1945 à 1949. Au cours de la seule année 1945, 7 000 enfants allemands de moins de 5 ans sont morts faute de nourriture suffisante et de soins médicaux de la part de médecins danois qui craignaient que l'aide aux enfants de l'ancien ennemi ne soit considérée comme un acte antipatriotique. De nombreux enfants sont morts de maladies facilement traitables. En conséquence, « plus de réfugiés allemands sont morts dans les camps danois » que de Danois pendant toute la guerre. "",,

## Conséquence pour les lois internationales

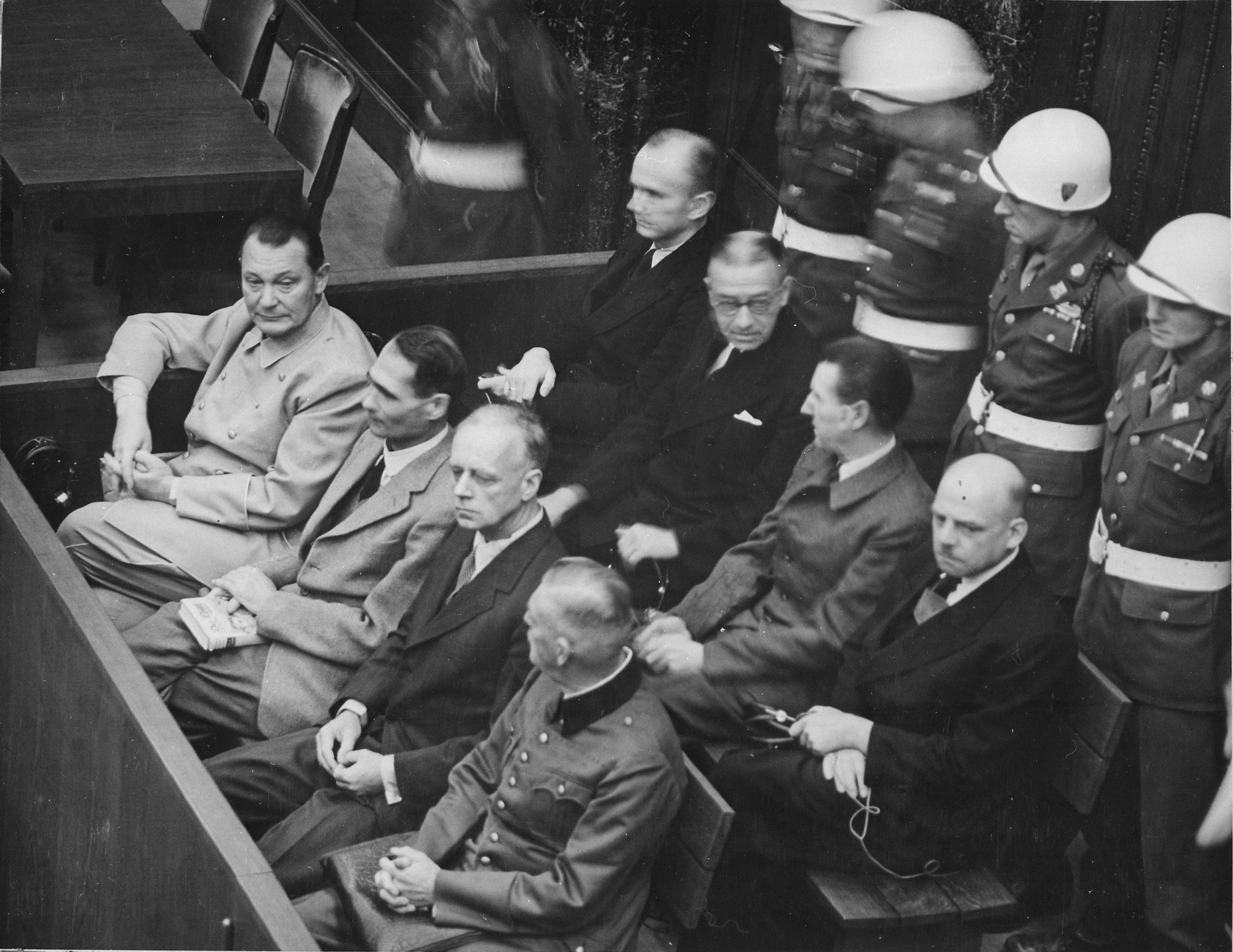
Procès de Nuremberg. Les accusés au banc des accusés. La cible principale de l'accusation était Hermann Göring (au bord gauche de la première rangée de bancs), considéré comme le plus important responsable survivant de l'Allemagne nazie après la mort d'Hitler.

L’impact des nazis sur le droit international actuel a été considérable. La Convention des Nations Unies sur le génocide, une série de lois faisant du génocide un crime, a été approuvée en décembre 1948, trois ans après la défaite nazie. Le même mois, la Déclaration universelle des droits de l'homme est également devenue partie intégrante du droit international. Les procès de Nuremberg, suivis par d'autres procès pour crimes de guerre nazis, ont également créé une règle non écrite stipulant que les responsables gouvernementaux qui « suivent les ordres » des dirigeants en commettant des crimes contre l'humanité ne peuvent pas utiliser un tel motif pour excuser leurs crimes. Cela a également eu un effet à travers la Quatrième convention de Genève (art. 33) en faisant des punitions collectives un crime de guerre.